# Diocese de Oberá
A Diocese de Oberá (em latim: Dioecesis Oberensis) é uma diocese localizada na cidade de Oberá, pertencente a Arquidiocese de Corrientes na Argentina. Foi fundada em 13 de junho de 2009 pelo Papa Bento XVI. Com uma população católica de 194.663 habitantes, sendo 70,2% da população total, possui 18 paróquias com dados de 2017.

## História
A Diocese de Oberá foi criada a partir da cisão das dioceses de Posadas  e Puerto Iguazú em 13 de junho de 2009.

## Lista de bispos
A seguir uma lista de bispos desde a criação da diocese.
|       | Nome                    | Período    | Notas |
| Bispo | Bispo                   | Bispo      | Bispo |
| ----- | ----------------------- | ---------- | ----- |
| 2º    | Damián Santiago Bitar   | 2010-atual |       |
| 1º    | Victor Selvino Arenhart | 2009-2010  |       |